# (4221) Picasso
(4221) Picasso es un asteroide perteneciente al cinturón de asteroides, descubierto el 13 de marzo de 1988 por Jeffrey Thomas Alu desde el Observatorio del Monte Palomar, Estados Unidos.

## Designación y nombre
Designado provisionalmente como 1988 EJ. Fue nombrado Picasso en honor pintor y escultor español Pablo Picasso.